# Province de Jauja
La province de Jauja (en espagnol : Provincia de Jauja) est l'une des huit  provinces de la région de Junín, dans le centre du Pérou. Son chef-lieu est la ville de Jauja. Elle dépend de l'archidiocèse de Huancayo.

## Géographie
La province couvre une superficie de 3 749,1 km2. Elle est limitée au nord par les provinces de Yauli, Tarma et de Chanchamayo, à l'est par la province de Satipo, au sud par la Concepción et à l'ouest par la région de Lima.

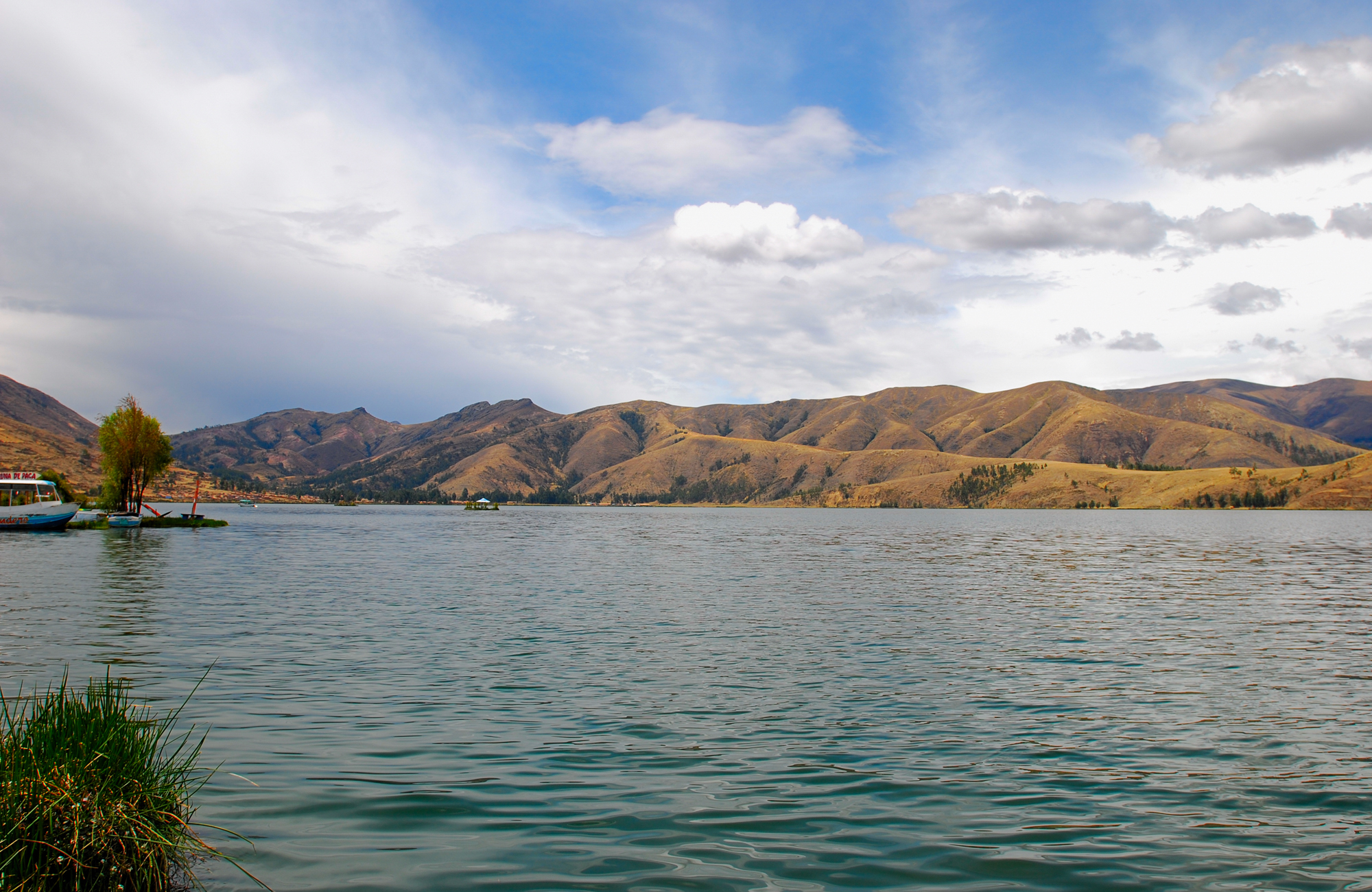
Lagune de Paca dans la province de Jauja

## Population
La population de la province s'élevait à 92 053 habitants en 2007.

## Subdivisions
La province de Jauja est divisée en 34 districts :
- Jauja
- Acolla
- Apata
- Ataura
- Canchayllo
- Curicaca
- Huamalí
- Huaripampa
- Huertas
- Janjaillo
- Julcán
- Leonor Ordóñez
- Llocllapampa
- Marco
- Masma
- Masma Chicche
- Molinos
- Monobamba
- Muqui
- Muquiyauyo
- Paca
- Paccha
- Pancán
- Parco
- Pomacancha
- Ricrán
- San Lorenzo
- San Pedro de Chunán
- Sausa
- Sincos
- Tunan Marca
- Yauli